# 11916 Wiesloch
11916 Wiesloch eller 1992 ST17 är en asteroid i huvudbältet som upptäcktes den 24 september 1992 av de båda tyska astronomen Freimut Börngen och Lutz D. Schmadel vid Tautenburg-observatoriet. Den är uppkallad efter den tyska staden Wiesloch.
Asteroiden har en diameter på ungefär 4 kilometer och den tillhör asteroidgruppen Vesta.